# توجة (بلدية)
توجة بلدية بولاية بجاية بالجزائر

## الموقع الجغرافي
توجد توجة في شمال ولاية بجاية، على بعد ستة عشر كيلومترًا إلى الغرب من مقرها بجاية. تحدّ بلدية توجة من الشمال البحر الأبيض المتوسط، وتجاور بلديات بجاية من الشرق، واد غير من الجنوب الشرقي، القصر من الجنوب، وبني كسيلة من الغرب.

## مواضيع ذات صلة
- بلديات ولاية بجاية
- دوائر ولاية بجاية